# Witheridge
Witheridge är en by och en civil parish i North Devon i Storbritannien. Den ligger i grevskapet Devon och riksdelen England, i den södra delen av landet, 260 km väster om huvudstaden London. Orten har 1 410 invånare (2011). Byn nämndes i Domedagsboken (Domesday Book) år 1086, och kallades då Wirige/Wiriga.
Kustklimat råder i trakten. Årsmedeltemperaturen i trakten är 8 °C. Den varmaste månaden är juli, då medeltemperaturen är 16 °C, och den kallaste är december, med 0 °C.